# アナポリスFC
アナポリスFC (ポルトガル語: Anápolis Futebol Clube) は、ブラジル・ゴイアス州アナポリスを本拠地とするサッカークラブである。

## 歴史
1946年5月1日設立。当初のクラブ名はウニオン・エスポルチーヴァ・オペラリア（União Esportiva Operária）で、5年後に現在のものに改められた。1965年、クラブはカンピオナート・ゴイアーノで優勝し初タイトルを獲得した。1986年と2008年にはカンピオナート・ブラジレイロに参戦した。

## タイトル

### 国内タイトル
- カンピオナート・ゴイアーノ : 1回
  - 1965

### 国際タイトル
なし

## 歴代監督
- エバイール・アパレシード・パウリーノ 2008